# Monastère de Visotski
Le monastère de Visotski est un monastère orthodoxe d'hommes dans la ville de Serpoukhov, parmi les plus anciens de l'oblast de Moscou. C'est un centre de pèlerinage pour l'icône « Le calice inépuisable » (révérée pour débarrasser de l'alcoolisme).

## Histoire
Le monastère a été fondé par Vladimir Andreevitch le brave (1353-1410) et consacré en 1374 par Serge de Radonège. Il est cité la première fois par la chronique de Siméon au XVe siècle:
C'est du monastère de Visotski que provient l'icône de l'Archange Gabriel de Visotski du registre d'une déisis à sept personnages. Le style de cette icône est considéré comme ayant servi d'inspiration à Andreï Roublev quelques années après sa création. 

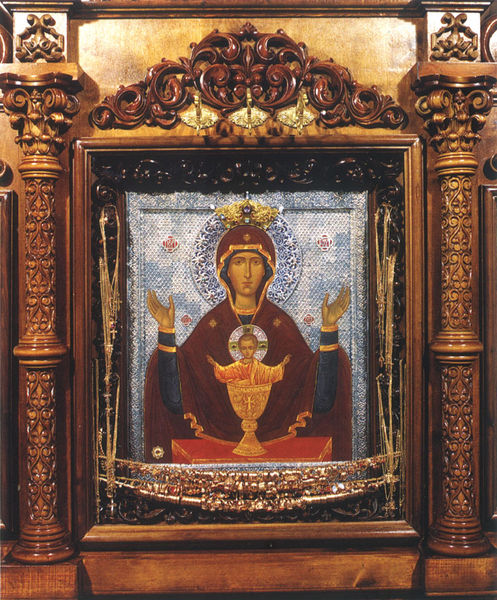
icône de la coupe inépuisable
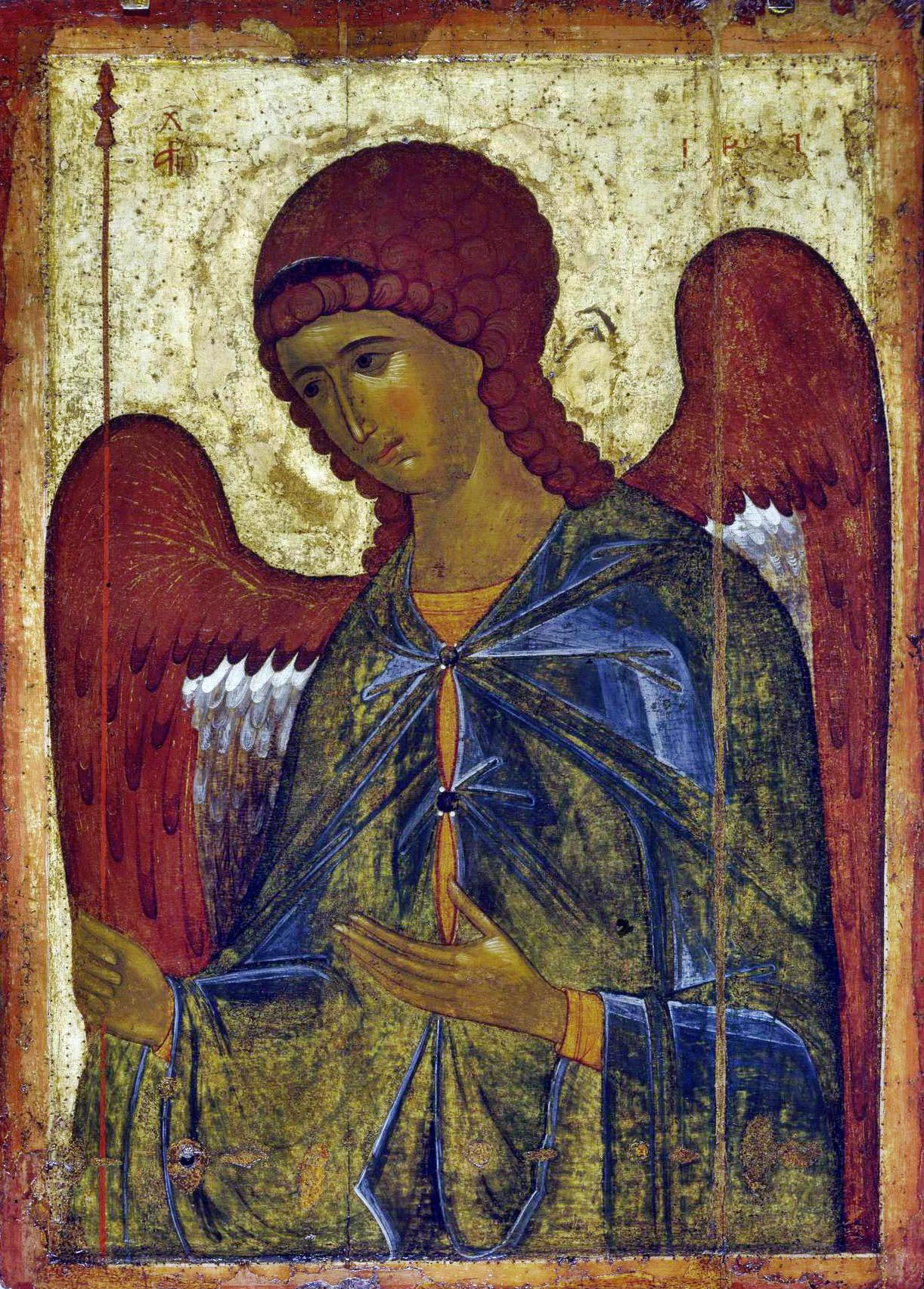
L'Archange Gabriel de Visotski Icône aujourd'hui de la Galerie Tretiakov